# 鈴木優 (情報工学者)
鈴木 優（すずき ゆう、1977年〈昭和52年〉 - ）は、日本の情報工学者。工学博士。専門はメディア情報工学。多元ビッグデータ解析の応用研究を専門とする。

## 略歴
1999年（平成11年）3月、神戸大学工学部情報知能工学科を卒業し、2004年（平成16年）3月に奈良先端科学技術大学院大学情報科学研究科で工学博士を取得した。博士取得後は立命館大学情報理工学部情報コミュニケーション学科講師、京都大学大学院情報学研究科特定研究員、名古屋大学情報基盤センター研究員、同特任助教を経て、2013年（平成25年）4月より名古屋大学大学院情報科学研究科の特任助教に就任した。2014年（平成26年）9月からは母校の奈良先端科学技術大学院大学情報科学研究科の知能コミュニケーション研究室において特任准教授を務めた後、2019年（平成31年）4月より岐阜大学工学部の特任准教授、2021年（令和3年）4月より准教授を務めている。

## 研究
マルチメディア電子文書検索、データマイニング，Web マイニングに関する研究を専門にしており、Wikipediaの情報信頼性検証、マルチメディア情報検索システムの開発、行動履歴の検索システム、メタ検索エンジンの開発、クラウドソーシングにおける品質管理などの研究に従事している。
2013年（平成25年）2月には、ウィキメディア参加者の有志が主催した"Wikimedia Conference Japan 2013"において「Wikipedia の信頼性計測」と題する講演を行った。

## 所属学会
情報処理学会、ACM、日本データベース学会、IEEE Computer Society、電子情報通信学会。

## 受賞
- The 19th International Conference on Information Integration and Web-based Applications & Services (iiWAS2017) : Best Paper Award（2017年12月）。大原啓詳、灘本明代と共同[12]
- 第6回（2019年度）日本データベース学会 若手功績賞（2020年6月）[13]。